# Apechthis rufata
Apechthis rufata ist eine Schlupfwespe aus der Tribus Pimplini innerhalb der Unterfamilie der Pimplinae. Die Art wurde von dem Entomologen Johann Friedrich Gmelin im Jahr 1790 als Ichneumon rufata erstbeschrieben. Das lateinische Art-Epitheton rufata bedeutet „rot“. Die Gattung Apechthis ist in Deutschland mit 4 Arten vertreten.

## Merkmale
Apechthis rufata ist eine mittelgroße Schlupfwespe. Die Weibchen sind zwischen 8,5 und 16 mm lang, die Länge der Männchen liegt bei 8–14 mm. Die Vorderflügel weisen ein dunkelbraunes Pterostigma sowie ein annähernd viereckiges Areolet (kleine geschlossene Zelle) auf. Die Fühler besitzen eine 25-gliedrige Geißel.
Für die Weibchen gilt: Der Scapus ist vollständig schwarz, der Pedicellus dorsal schwarz, ventral gelb. Die rotbraun gefärbten Geißelglieder sind auf der Unterseite etwas aufgehellt. Der Kopf ist schwarz, die Maxillarpalpen, das Labrum sowie ein Streifen entlang dem Augeninnenrand, der bis zur Stirn reicht, sind gelb. Oberhalb dieser Streifen befindet sich am Augenrand jeweils ein gelber Scheitelfleck. Das Mesosoma ist schwarz. Es weist am Vorderrand einen seitlichen gelben Strich auf. Über das Mesoscutum verlaufen zwei annähernd parallele gelbe Längsstriche. Der Hinterrand von Scutellum und Postscutellum ist gelb gefärbt. Das Metasoma ist schwarz. Die Coxae und Trochanteren sind überwiegend gelbrot bis gelb gefärbt. Die überwiegend rot gefärbten hinteren Tibien sind basal schwarz, weisen einen weißlich gelben Subbasalring auf und sind am apikalen Ende mehr oder weniger verdunkelt. Die hellgelben hinteren Tarsenglieder sind apikal bräunlich gefärbt.
Für die Männchen gilt: Scapus und Pedicellus sind oberseits schwarz, unterseits gelb. Die Geißelglieder sind oberseits dunkelbraun, unterseits gelb. Die Geißelglieder 5–10 weisen Tyloide (längliche, erhabene Sinnesfelder) auf. Der Kopf ist schwarz. Die Labial- und Maxillarpalpen, das Labrum, der Clypeus sowie das Gesicht bis zu den Fühlereinlenkungen sind gelb gefärbt. Weiterhin sind die Mandibelbasis sowie ein breiter Streifen entlang der oberen inneren Orbite gelb. Das Mesosoma ist schwarz. Über das Mesoscutum verlaufen zwei bogenförmige gelbe Streifen. An den Tegulae befindet sich jeweils ein gelber Fleck. Der Hinterrand von Scutellum und Postscutellum ist gelb gefärbt. Das Metasoma ist schwarz. Die vorderen und mittleren Beine sind gelbrot bis gelb gefärbt. Die hinteren Coxae und Femora sind rot, die hinteren Trochanteren können gelb oder rot ausfallen. Die hinteren Tibien weisen einen deutlichen weißlich gelben Subbasalring auf. Das basale und das apikale Ende der hinteren Tibien sind verdunkelt. Die hellgelben, hinteren Tarsenglieder sind apikal bräunlich gefärbt.

## Verbreitung
Apechthis rufata ist paläarktisch verbreitet, fehlt jedoch in Nordafrika und im Nahen Osten. Außerdem kommt die Art in der Orientalis (China und Pakistan) vor. In Europa reicht das Vorkommen von Fennoskandinavien und den Britischen Inseln im Norden bis nach Spanien, Italien, Sizilien und Griechenland im Süden. Nach Osten erstreckt sich das Vorkommen über Kleinasien, den Kaukasus, Kasachstan, Südsibirien und China bis in den Fernen Osten Russlands, Korea und Japan.

## Lebensweise
Die Schlupfwespen werden gewöhnlich von Mai bis November beobachtet. Apechthis rufata parasitiert Puppen verschiedener Schmetterlingsfamilien. Zu den Wirten gehören u. a. der Eichenwickler (Tortrix viridana) und der Nesselzünsler (Patania ruralis).

## Bilder

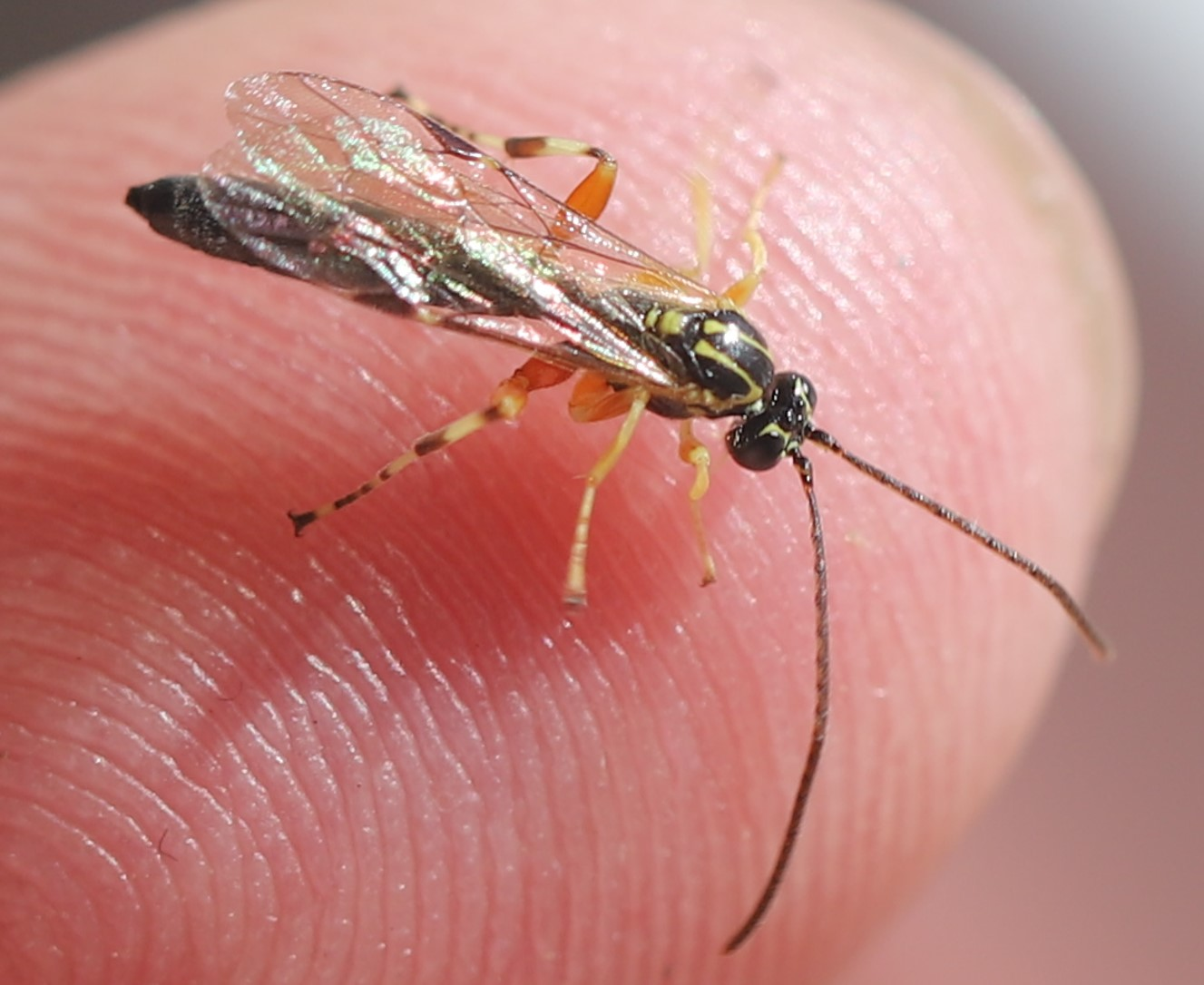
Apechthis rufata ♂
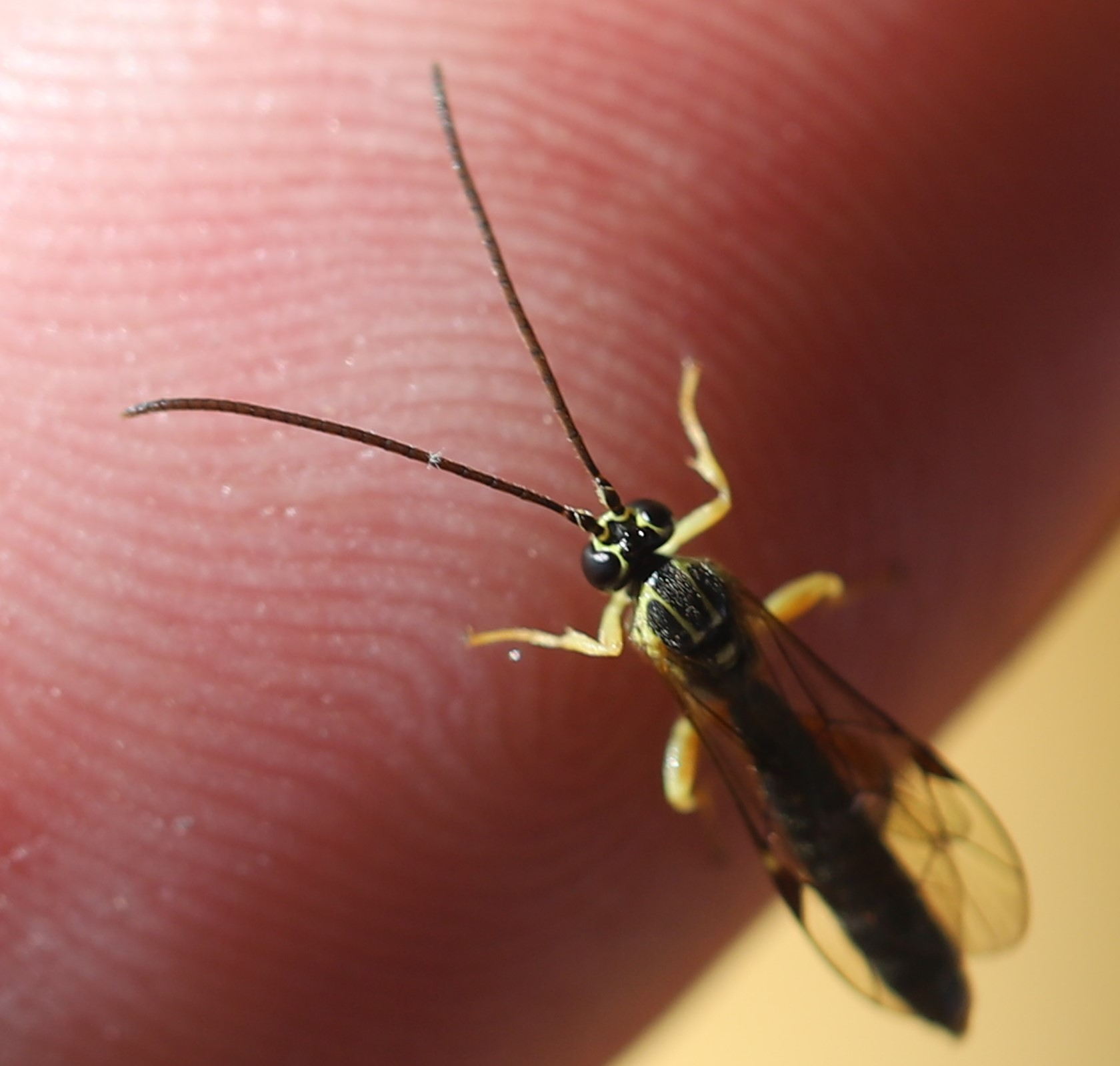
Apechthis rufata ♂
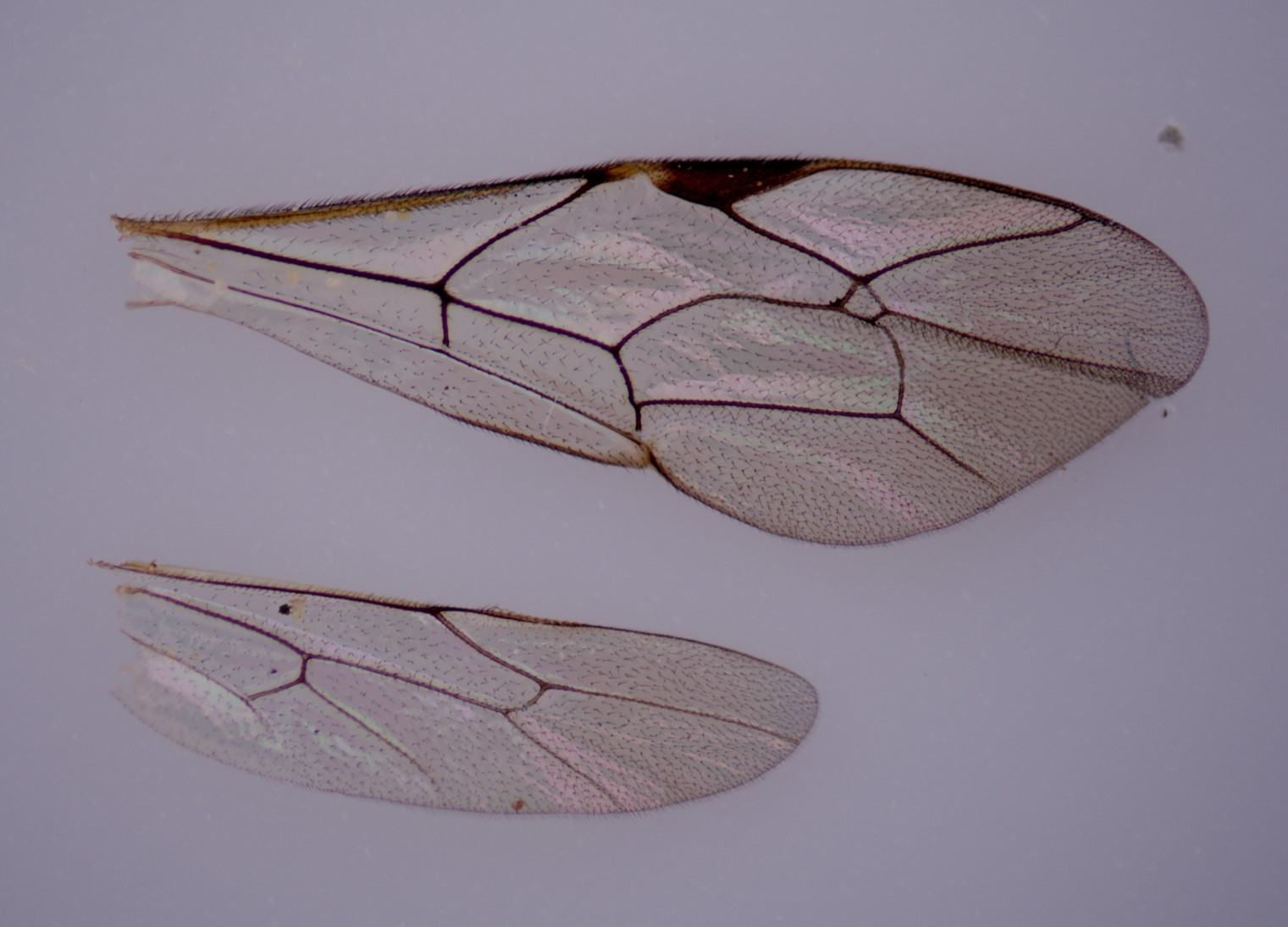
Apechthis rufata ♂
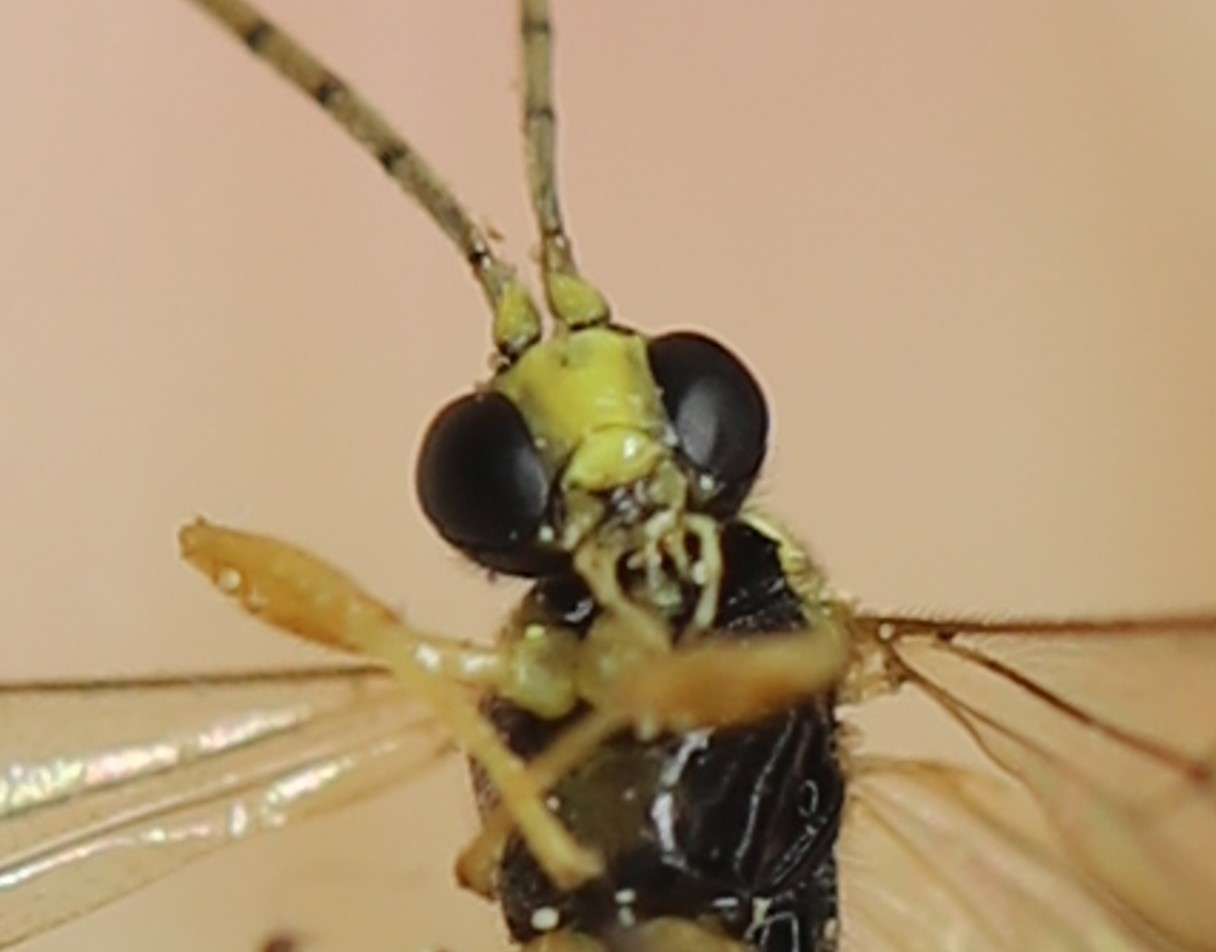
Apechthis rufata ♂
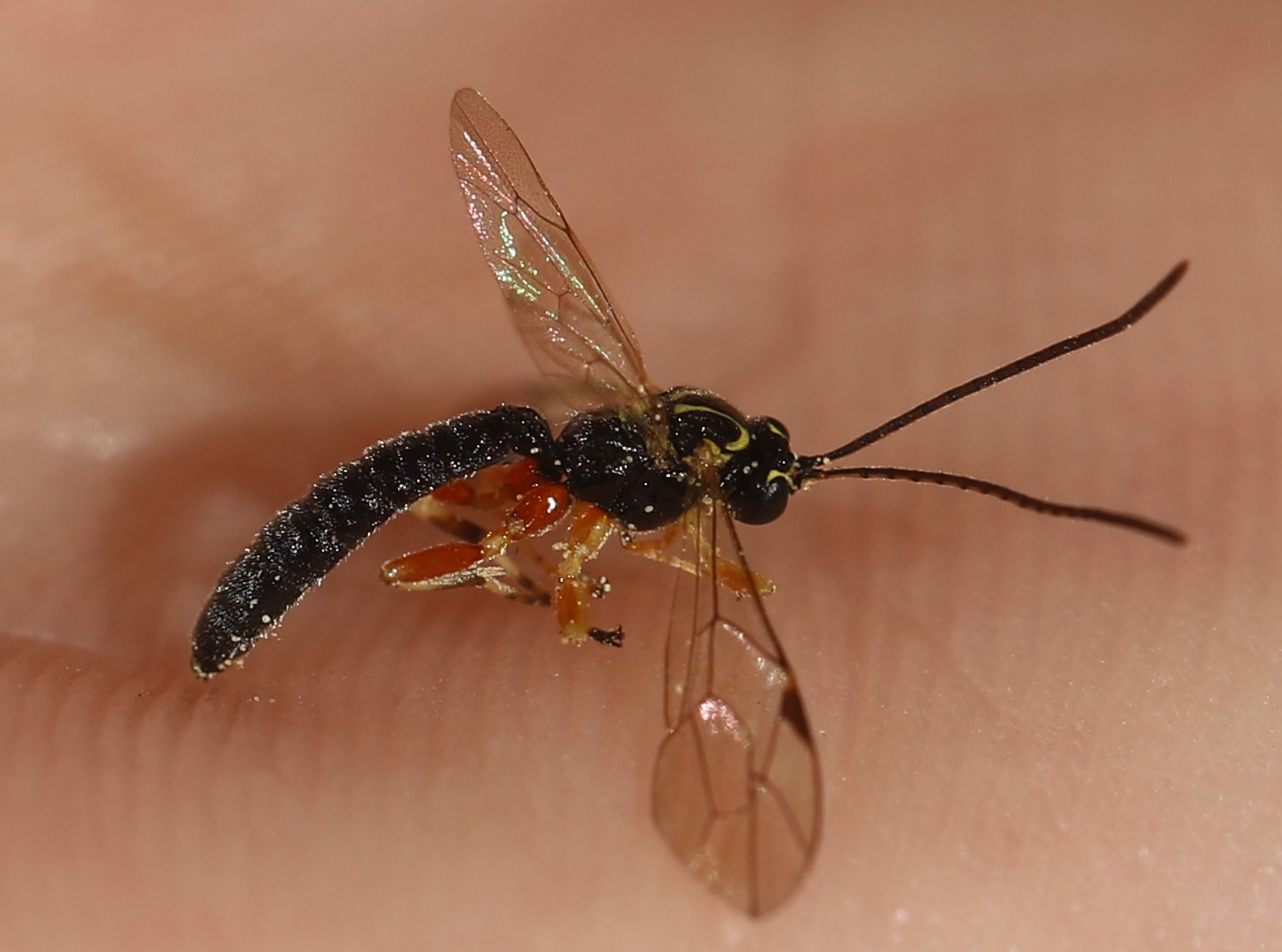
Apechthis rufata ♂
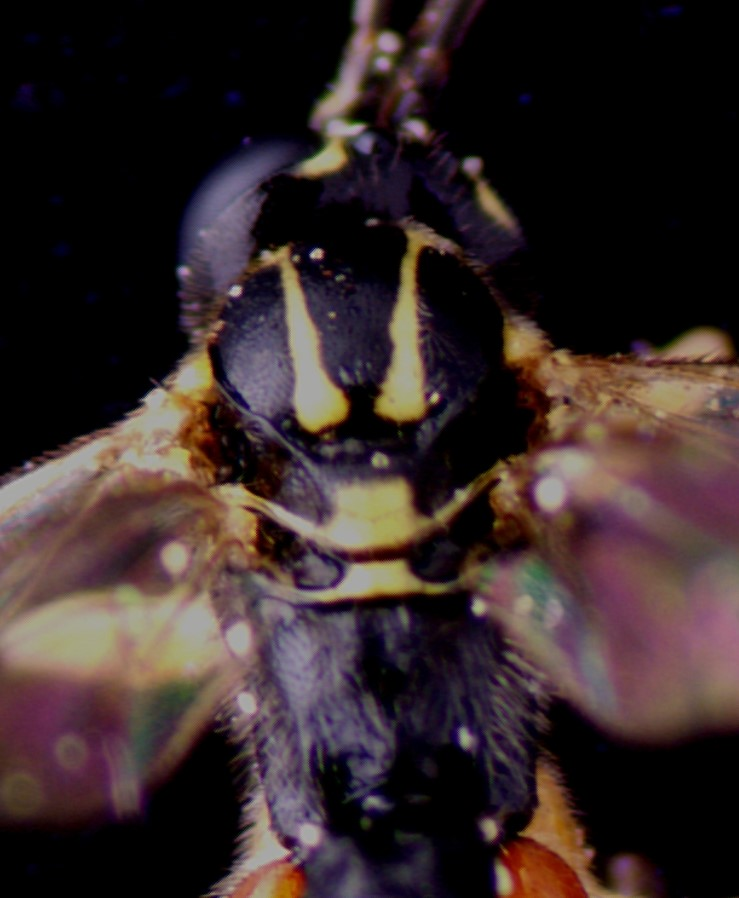
Apechthis rufata ♂